# 薩拉皮基縣
薩拉皮基縣（西班牙語：Cantón de Sarapiquí），是哥斯達黎加的縣份，位於該國中北部，由埃雷迪亞省負責管轄，首府設於維耶霍港，面積2,140.54平方公里，海拔高度292米，2011年人口57,147人，人口密度每平方公里26.7人。